# Río Piquillo
El río Piquillo es un curso de agua del interior de la península ibérica, afluente del Alberche. Discurre por la provincia española de Ávila.

## Descripción
En pleno estiaje veraniego lleva aguas muy frías. Es afluente del Alberche en su curso alto. Su cauce sigue en gran medina la carretera N-502 y la antigua Cañada Real Leonesa Occidental.Su dirección es sur norte y el trazado es bastante rectilíneo siguiendo la falla que generó el Puerto del Pico, Los pagos que atraviesa son La Cueva de la Osa, el Puente Piquillo, el Prado Chico Raigoso, el Paso Malo  , las casernas del Colmenar, el prado Grande, la venta Vieja y el prado del río donde ya se une al río Alberche en el punto en que este que trae dirección sur gira bruscamente hacia el este. En el río Piquillo confluyen varios arroyos y fuentes. Por la margen izquierda el arroyo Cueva de la Osa, arroyo Cañada Larga, arroyo Raigoso, fuente de los Romeros , arroyo Zarzabajo. En la margen derecha el arroyo de la Hoya del Gallego, arroyo de la Casa del Puerto, arroyo de Prado Grande. También en el río Piquillo hay algunas ventas como la Venta de San Miguel y la Venta de Rasca.
Aparece descrito en el decimotercer volumen del Diccionario geográfico-estadístico-histórico de España y sus posesiones de Ultramar de Pascual Madoz de la siguiente manera:

PIQUILLOS: riach. en la prov. de Avila: tiene su origen en las sierras del Pico, junto al puerto de su nombre, y corriendo hácia el N. por espacio de 1 leg., desagua en el r. Alberche, junto á un puente llamado Arenillas: sus aguas son delgadas y cristalinas, y cria delicadas truchas.
(Madoz, 1849, p. 54)